# توجین
توجین (به صربی: Tuđin) یک منطقهٔ مسکونی در صربستان است که در اوسچینا واقع شده‌است.